# NGC 6965
NGC 6965 est une galaxie lenticulaire située dans la constellation du Verseau. Sa vitesse par rapport au fond diffus cosmologique est de 3 930 ± 21 km/s, ce qui correspond à une distance de Hubble de 58,0 ± 4,1 Mpc (∼189 millions d'al). NGC 6965 a été découverte par l'astronome irlandais R. J. Mitchell en 1857. Elle fut également découverte indépendamment par l'astronome français Guillaume Bigourdan le 2 octobre 1891 et par la suite listée comme IC 5058 au sein de l'index catalogue.
Selon la base de données Simbad, NGC 6965 est une galaxie LINER, c'est-à-dire une galaxie dont le noyau présente un spectre d'émission caractérisé par de larges raies d'atomes faiblement ionisés.
À ce jour, cinq mesures non basées sur le décalage vers le rouge (redshift) donnent une distance de 62,820 ± 15,121 Mpc (∼205 millions d'al), ce qui est à l'extérieur des valeurs de la distance de Hubble.

## Groupe de NGC 6962
NGC 6965 est membre du groupe de NGC 6962. Ce groupe de galaxies comprend environ une dizaine de galaxies, soit NGC 6959, NGC 6961, NGC 6962, NGC 6964, NGC 6965 (IC 5058), NGC 6967, PGC 65351, PGC 65356, PGC 1169059 et PGC 162626. Cependant, selon une autre source, ce groupe renfermerait beaucoup plus de galaxies, 29 membres probables et 49 possibles dans un rayon inférieur à 1 Mpc.